# Afaf Ibrahim Meleis
Afaf Ibrahim Meleis (* 19. März 1942) ist eine ägyptisch-amerikanische Pflegeforscherin, Medizinsoziologin und Professorin für Pflegewissenschaften.
Schwerpunkte ihres beruflichen Interesses sind Frauengesundheit, die Gesundheitsfürsorge von Immigranten, das internationale Gesundheitswesen und die theoretische Weiterentwicklung der Pflegewissenschaft.

## Leben und Wirken
Meleis schloss 1961 ihr Studium der Krankenpflege an der Universität Alexandria mit summa cum laude ab und verließ Ägypten, um ihre Ausbildung an der University of California, Los Angeles fortzusetzen. Sie schloss dort 1964 ein Studium der Pflegewissenschaften mit dem M.S. ab, 1966 folgte der M.A. in Soziologie. 1968 promovierte sie im Bereich der Medizinischen und Sozialpsychologie. Am 25. Februar 1975 erhielt sie die amerikanische Staatsbürgerschaft.
Nach ihrer Promotion unterrichtete sie an der University of California in Los Angeles und San Francisco, wurde Professorin sowohl im Fachbereich Öffentliches Gesundheitswesen wie auch Pflegewissenschaften. 2002 wurde Meleis als Professorin für Pflege und Soziologie, sowie als Dekanin der Pflegefakultät an die University of Pennsylvania berufen. Dort leitet sie außerdem das WHO Collaborating Center for Nursing and Midwifery Leadership. Sie ist die Vizepräsidentin des International Council on Women's Health Issues. Als Gastprofessorin hielt sie Vorlesungen in Südost-Asien, Europa, Lateinamerika und dem Mittleren Osten.

## Mitarbeit und Mitgliedschaften
Meleis ist Mitglied des Royal College of Nursing in Großbritannien, der American Academy of Nurses und des College of Physicians of Philadelphia sowie des Institute of Medicine, des Forum of Executive Women und des Pennsylvania Women’s Forum. Sie ist außerdem eine Treuhänderin des National Health Museum und Vorstandsmitglied von CARE, dem Global Health Council und der Life Science Career Alliance. 2008 war sie Boardmitglied beim Nurses Education Fund. Meleis ist internationale Botschafterin der Girl Child Initiative des International Council of Nurses.

## Veröffentlichungen
Meleis veröffentlichte mehr als 200 Artikel in soziologischen, pflegewissenschaftlichen und medizinischen Journalen und eine Reihe weiterer Monographien und anderer Veröffentlichungen. Ihr 1985 erschienenes Buch „Theoretical Nursing: Development and Progress“ (deutsch: Pflegetheorie: Gegenstand, Entwicklung und Perspektiven des theoretischen Denkens in der Pflege) gilt als Standardwerk der Pflegewissenschaft und -forschung und ist 2006 in 4. Aufklage erschienen. Weitere von ihr veröffentlichte Schriften sind beispielsweise „Women’s Work, Health, and Quality of Life.“ (2001) und „Caring for Women Cross-Culturally“ (2002).

## Auszeichnungen (Auszug)
- 1990 – Egyptian Presidential Honorary Award verliehen von Hosni Mubarak
- 2001 – Chancellor's Award for the Advancement of Women der UCSF
- 2000 – Chancellor's Medal der University of Massachusetts
- 2004 – Pennsylvania Commission for Women Award
- 2006 – Special Recognition Award in Human Services from the Arab American Family Support Center
- 2007 – Ehrendoktor der Medizin, Universität Linköping
- 2007 – Global Citizenship Award der United Nations Association of Greater Philadelphia
- 2007 – Dr. Gloria Twine Chisum Award for Distinguished Faculty der University of Pennsylvania